# Lycoperdon echinatum

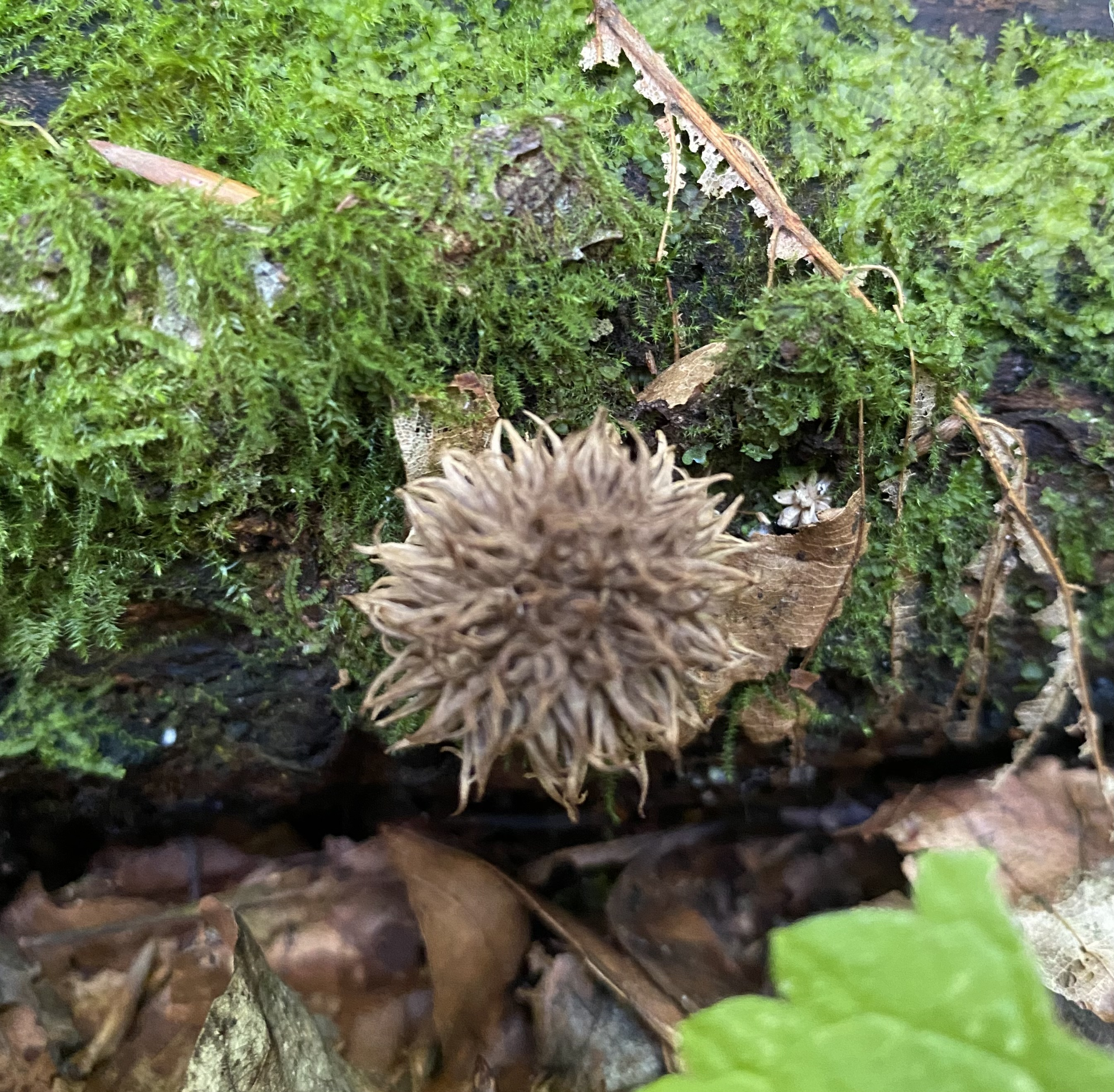

Lycoperdon echinatum, відомий як дощовик колючий або дощовик весняний, — різновид грибів дощовиків родини печерицевих. Вид був знайдений в Африці, Європі, Центральній Америці та Північній Америці, де він росте на ґрунті в листяних лісах, галявинах і пасовищах.

## Опис
Плодові тіла L. echinatum сягають 2–4 см завширшки та 2–3,5 см заввишки, підтримуються невеликою основою та щільно вкриті колючками до 0,6 см завдовжки. Колючки можуть відпадати у зрілості, залишаючи сітчастий візерунок шрамів на нижній поверхні. Спочатку білі кульки, у міру дозрівання стають темно-коричневими, водночас змінюючи форму від майже круглих до дещо сплюснутих. Плодові тіла їстівні в молодому віці, коли внутрішня частина біла і тверда і до того, як вона перетворилася на порошкоподібну коричневу масу. Лабораторні дослідження показали[джерело?], що екстракти плодових тіл можуть пригнічувати ріст деяких бактерій, які є патогенними для людини.